# Královec (Opatov)
Královec (německy Königsberg) je zaniklá vesnice v okrese Svitavy, která ležela v katastru obce Opatov, nedaleko Anenské Studánky. Po druhé světové válce a výměně původního německého obyvatelstva za nově příchozí české, postupně klesal počet obyvatel vsi, než byla zcela vysídlena a k 1. červenci 1971 jako osada úředně zrušena.

## Název
Název Königsberg byl patrně převzat z německého pojmenování Anenské Studánky – Königsfeld, která je o mnoho staletí starší. Počeštěním názvu Königsberg vzniklo jméno Královec.

## Poloha
Královec zaujímal polohu na hranici současných okresů Svitavy a Ústí nad Orlicí, při severovýchodním okraji katastrálního území obce Opatov, asi čtyři kilometry od jejího centra, tedy na území svitavského okresu. Nejbližší vesnicí byla Anenská Studánka, od Královce oddělená údolím Lukovského potoka. Historicky byl ale spjat s panstvím Litomyšl a do roku 1948 i s historickým okresem Litomyšl.

## Historie
Založení vsi bývá kladeno do roku 1760. Při sčítání obyvatelstva v roce 1869 žilo ve vsi 119 obyvatel ve 22 domech. Ve vesnici stála i kamenná kaple, jejíž torzo bylo roku 2007 zbouráno.
Ve vesnici žilo od jejího založení pouze německé obyvatelstvo, které bylo po druhé světové válce odsunuto. Ves byla částečně znovu osídlena českým obyvatelstvem. Královec do roku 1964 všichni opustili a vesnice následně zanikla.